# Амфіса
Амфіса (грец. Άμφισσα) — місто в Греції, столиця нома Фокіда.

## Назва міста
У середні віки місто носило назву Салона; вважається, що сучасна назва міста походить від давньогрецького дієслова (грец. αμφιέννυμι, що означає оточують), оскільки місто насправді оточенене горами Гіона та Парнас. Згідно з грецькою міфологією, Амфіса була дочкою Макарея, царя Лесбоса та сина Еола, а також дружиною бога Аполлона, який і дав назву місту.
У 13-му столітті на місці давнього міста була зведена фортеця, яку назвали Салона, — назва зустрічається і досі. Існують три версії походження цієї, втім жодна не дає достовірного тлумачення. Найвірогіднішою є версія походження назви від слова (грец. σάλος, що означає тремтіння), оскільки цей регіон досить часто потерпав від землетрусів. Також популярною є версія, що, як і Салоніки, фортеця була назва на честь дружини царя Македонії Кассандра та одночасно сестри Александра Македонського. Вважають також, Салона є скороченою формою від грец. εσάλωνα, що означає внутрішній стік -  термін,  що використовується в сільському господарстві. 
Свою первісну назву Амфіса місто здобуло знову 1833 року після подій грецької національно-визвольної війни.

## Населення
| Рік  | Місто | Муніципалітет |
| ---- | ----- | ------------- |
| 1981 | 7,156 | -             |
| 1991 | 7,189 | 9,469         |
| 2001 | 6,946 | 9,248         |